# Premna puberula
Premna puberula là một loài thực vật có hoa trong họ Hoa môi. Loài này được Pamp. miêu tả khoa học đầu tiên năm 1910.